# Église Saint-Denis de Chemilly
L'église Saint-Denis est une église catholique située à Chemilly, en France.

## Localisation
L'église est située dans le département français de l'Allier, sur la commune de Chemilly.

## Historique
L'édifice est classé au titre des monuments historiques en 1910. L’église Saint-Denis est le seul édifice religieux présent sur le territoire de la commune de Chemilly. Elle date du XIe XIIe siècle, dernière période romane bourbonnaise. Elle témoigne des influences auvergnate et bourguignonne. En 1152, l'église faisait partie de la paroisse de l’ancien diocèse de Bourges et dépendait de Souvigny. L’édifice a des proportions harmonieuses. La nef à trois travées, couverte en berceau brisé, est flanquée de bas-côtés voûtés d’arêtes. Le portail, en ressaut, est surmonté d’une archivolte à trois voussures, et les piédroits sont formés de colonnettes à chapiteaux sculptés. A l’intérieur de l’église, se trouve une Vierge à l’Oiseau. Originale statue en bois polychrome datant du XVe siècle, elle a été restaurée en 1987 avec la participation de communes. Une seule cloche se trouve aujourd’hui dans son clocher carré comprenant deux étages. On lit sur sa robe « Sit nomen Dominici benedictum » au bas de cette inscription se trouve la figure d’un évêque, probablement saint Denis, patron de la paroisse, premier évêque de Paris martyrisé au IIIe siècle. Toujours sur la cloche, sont gravés une croix et le portrait d’un saint qui semble être saint Vincent, patron des vignerons. Des notes relevées sur des registres paroissiaux attestent que l’édifice a subi de nombreuses avaries au cours des siècles : foudroyé en 1605 et autres faits similaires en 1738 et 1739.